# Étoile des neiges
Cet article concerne la chanson. Pour l'association, voir Étoiles des neiges.
Étoile des neiges (Fliege mit mir in die Heimat dans sa version originale en allemand) est une chanson sous forme de valse, composée en 1930 par l'Autrichien Franz Winkler. Elle est reprise ensuite en plusieurs langues et dans plusieurs pays, dont la France, où elle a connu un grand succès sous le titre Étoile des neiges.

## Version originale autrichienne:Fliege mit mir in die Heimatde Franz Winkler
En 1930, l'Autrichien Franz Winkler (de) (1906-1962) entreprend un long voyage vers l'Argentine où vivent ses deux frères. Pris du mal du pays, il compose ce que les allemands appellent Gassenhauer (une ritournelle de rue) qu'il intitule Am Strande von Rio (« Sur la plage de Rio ») d'après son premier couplet.
De retour au pays, Winkler et sa sœur Albertine Seifert (1902-1951) forment le duo Geschwister Winkler et jouent la composition sous le titre Fliege mit mir in die Heimat (« Envole-toi avec moi vers notre pays »). Ils l'enregistrent une première fois à la radio en 1940 alors que Franz est musicien aux armées.
En 1943, Franz Winkler épouse Ingeborg. Cette dernière rejoint le duo qui se renomme alors Franz Winkler Terzett. En 1948, Ingeborg participe à l'enregistrement de la chanson pour le producteur phonographique Decca (7/48 Decca 16006). Plus tard, Olga, une autre sœur de Franz, les rejoint à l'accordéon et le groupe se renomme Franz Winkler Quartett. Le quatuor procède à un nouvel enregistrement de la chanson qui sort sur 78 tours (Decca 27085, London Records P.18008).
Cette chanson sentimentale, exprimant au plus haut point le mal du pays, connut un énorme succès. Le texte de la chanson allemande se compose de deux couplets et un refrain. Les couplets rapportent l'histoire d'un aviateur allemand survolant une plage sud-américaine alors qu'une petite fille crie son mal du pays. Il répond à sa demande et l'emmène avec lui au pays. Un couplet parle du bruit des moteurs lui rappelant déjà le pays. La mélodie des couplets est celle du refrain des adaptations anglo-saxonne et française et celle du refrain devient celle des couplets.

## Reprises à l'international

### Perry Como: reprise anglophone
En novembre 1948, Malia Rosa écrit des paroles en anglais sous le titre Forever and Ever , afin que Gracie Fields l'interprète dans cette langue. Cette fois, la chanson parle de deux amants qui se sont séparés et se jurent un nouvel amour. La chanson remporte un grand succès au Royaume-Uni et aux États-Unis.
Aux États-Unis, c'est Perry Como qui reprend en premier la chanson. L'enregistrement se fait très précisément le 13 janvier 1949 et sort chez RCA Victor Records sous forme de single. La version 78 tours se voit attribuer le numéro de catalogue 20-3347-A, et la version 45 tours, le numéro 47-2892-A. La face B était I Don't See Me In Your Eyes Anymore. La chanson se place directement dans le Billboard Hot 100 le 19 mars 1949 puis descend en seconde position, pour y rester 4 semaines. Au Royaume-Uni, cette reprise de la chanson est éditée par HMV en version 78 tours avec le numéro de catalogue BD-1250 en juin 1949. La face B était A - You're Adorable.

### Jacques Hélian, Line Renaud: grands succès en France
Le succès de la chanson Forever and Ever n'est cependant pas immédiat en France.
En 1949, Jacques Hélian fait des recherches documentaires dans le but de trouver une idée de chanson destinée à un groupe vocal féminin, « Les Hélianes », qu'il a créé en 1949 dans le cadre de son « Grand orchestre », groupe de chanteuses qu'il a décidé de réunir autour de lui. C'est à cette occasion qu'il découvre la mélodie allemande dont les ventes n'avaient pas marqué l'année 1948 en France. Pourtant, l'air le séduit dès la première écoute, si bien que le soir même il appelle son parolier Jacques Plante et lui fait part de sa découverte.
L'été passe et le parolier reprend contact avec le chanteur pour lui présenter son texte adapté de la version anglo-saxonne, qu'il vient de titrer : Étoile des neiges. Mais les paroles ne conviennent pas à Jacques Hélian. Celui-ci, qui cherche à faire de la chanson un succès populaire en France, déclare à Jacques Plante que la mélodie lui évoque : « Je dis n'importe quoi… la montagne, la Savoie ; en Savoie, y a des ramoneurs. Un ramoneur est fauché. Comme il veut se marier, il s'en va gagner des sous, ça existe, non ? Et quand il a la bourse pleine, il radine au pays. Et c'est la noce… Ding, dong, les cloches ! ». Son parolier lui fait remarquer la naïveté, voire la niaiserie du propos, mais les deux hommes se mettent finalement d'accord. Après l'écriture des paroles, René Beaux assure l'arrangement orchestral et quelques voix masculines viennent en renfort pour ainsi former un chœur mixte.
La chanson de Jacques Hélian, accompagné donc par les Hélianes, connaît le succès en empochant un disque d'or (qui lui est remis le 3 décembre 1949) ainsi que le grand prix du disque en 1951.
À cette époque, les chansons à succès, appelées des « scies », constituent des œuvres en partage et de nombreux interprètes enregistrent ce tube en 1950 : Line Renaud, Tohama, Patrice et Mario, ou encore André Claveau.
Bien plus tard, la chanson devait être utilisée dans le film Les bronzés font du ski pour la scène où Jean-Claude Dusse (Michel Blanc) se trouve seul coincé sur le télésiège. Les ayants-droit exigeant un paiement trop important, les producteurs du film demandèrent au compositeur Pierre Bachelet de créer une chansonnette originale Quand te reverrai-je pays merveilleux ?, dont la mélodie et le texte présentent une certaine ressemblance avec Étoile des neiges, mais également avec le sens originel de la chanson autrichienne, centré autour du mal du pays.

#### Simon et les Modanais: ultime retour
Dans le milieu des années 1980, Bernard Simon dit « Simon », cheminot dans la ville de Modane, dans le département de la Savoie, est chanteur amateur dans un petit groupe qui reprend le répertoire du rockeur français Johnny Hallyday et répète dans une chapelle désaffectée. Il demande à Louis Testardi dit « Gigi », un de ses collègues de la SNCF et ami depuis le collège, de les rejoindre à la batterie. Animant de nombreux bals dans la région de Modane, dans leur style « rock-musette », les deux amis se lancent un soir dans une reprise de Étoile des neiges,.
Cette reprise devient rapidement populaire et gagne une certaine renommée dans la région, en plaisant à la fois aux Mauriennais et aux touristes parisiens. Une connaissance des deux amis, Jacques Vise, à la base carrossier au village de Bramans, monte à Paris en tant que technicien de scène pour essayer de vendre le concept, aidé dans sa tâche par un autre modanais connu dans le milieu du spectacle vivant, Jean Soulier dit « Gino Palatino », notamment guitariste de la chanteuse Sheila. En six mois, ils arrivent à se faire prêter un vieux studio qu'ils réhabilitent, pour pouvoir enfin enregistrer une maquette. Présentée au label BMG, un succès populaire est rapidement repéré par les producteurs,.
Initialement, Simon, le chanteur, doit évoluer en solo mais la maison de disques dicte les règles et exige notamment l'image d'un groupe « du terroir ». Ainsi, Louis « Gigi » Testardi reste à son poste de batteur et Jacques Vise est aux claviers, on rajoute des bruits de cloche sur la bande-son (toujours dans une optique d'« authenticité »), et Véronique Vise dite « Véro », sœur de Jacques et bassiste, rejoint le groupe pour assurer la féminité du groupe (argument vendeur selon BMG). « Simon et les Modanais » sont nés, un 45 tours sort,.
Le disque remporte vite le succès escompté notamment grâce au tournage d'un clip où l'on voit Simon en perfecto et nœud papillon tenter de séduire Véro costumée en bergère des montagnes. Jugé avec le recul de « cliché et mignon » par certains ou de « kitsch » par d'autres, le clip contribue à la vente de plus de 600 000 disques et a, selon la presse locale, « marqué toute une génération ». Pour preuve, ils font leur première apparition télévisée dans une émission présentée par Pascal Sevran en 1987, ils reçoivent un disque d'or des mains de Line Renaud dans l'émission de Michel Drucker Champs Élysées, Max Guazzini les programme en boucle sur NRJ, et la mairie de Modane les consacre même citoyens d’honneur de la commune,.
Mais la discorde grandit de plus en plus parmi les membres du groupe. Simon reproche la faiblesse des textes fournis par Véro (à l'origine notamment de la face B de leur premier 45 tours, intitulé Au bar de l'edelweiss), ce qui entraîne bientôt son départ, puis rapidement la dissolution totale du groupe après plusieurs revers commerciaux suivant leurs autres tentatives (deux disques),.

### Version polonaise
Autour de 1955, Christiane Daal-Paczewskka (Krystyna Paczewska) crée une reprise polonaise intitulée Uśmiech Montmartru (« Sourire montmartrois »). Contrairement à l'adaptation française, cette version respecte la structure couplet-refrain d'origine.

## Échos aux contextes sociaux germaniques et français de l'après-guerre
Lorsque sort la version originale Fliege mit mir in die Heimat, elle connait un grand succès ce qui peut s'expliquer par l'écho qu'elle produit parmi les millions d'Allemands expulsés des territoires perdus de l'Est et du centre de l'Europe. Il est également à noter que la mémoire collective a eu tendance à supprimer le couplet de la chanson qui traite du bruit des moteurs, ne restent plus que les allusions à Rio, l'aviateur et la petite fille ainsi que le refrain : « Envole-toi avec moi vers notre pays, monte dans l'avion, envole-toi avec moi dans le ciel... ».
Plus tard, lors de son succès en France, popularisée d'abord par Jacques Hélian, puis par de nombreux interprètes, comme Line Renaud, elle est le reflet d'un contexte politique et social particulier. Dans la France du début des Trente Glorieuses, en proie à une crise de croissance, notamment dans le domaine de l'immobilier, l'histoire du petit Savoyard et de sa fiancée participait à des lendemains meilleurs, la constitution d'une famille nucléaire autonome, un logement décent (le futur F3 des habitations à loyer modéré) et un avenir dans la grande ville. Line Renaud incarnait les idéaux de la génération des Baby boomers alors qu'une Édith Piaf perpétuait la fille perdue de l'univers chansonnier de l'entre-deux-guerres. La chanson exprimait un kitsch moderne — mais lié à un passé mythifié, qui faisait allusion au personnage du petit Savoyard et au conte d'Hans Christian Andersen La Bergère et le Ramoneur. La Savoie, dont l'industrie et le tourisme se développaient, s'est identifiée à ce kitsch français qui a fait oublier le kitsch originel, où s'exprimait une Allemagne désireuse de se replier sur elle-même, renonçant définitivement aux vastes espaces d'Europe de l'Est, d'Asie et d'Afrique. C'est cette même Allemagne qui s'identifie tout au long des années 1950 à l'idylle artificielle du Heimatfilm, dont finalement le cadre pseudo-régional n'est guère différent de celui de l'adaptation française.